# Alang
Alang is een census town in het district Bhavnagar van de Indiase staat Gujarat. 

## Demografie
Volgens de Indiase volkstelling van 2001 wonen er 18.464 mensen in Alang, waarvan 82% mannelijk en 18% vrouwelijk is. De plaats heeft een alfabetiseringsgraad van 62%. 
Alang is internationaal gezien een van de belangrijkste plaatsen waar afgeschreven schepen gesloopt worden, waaronder de Knock Nevis, het grootste schip ter wereld.